# Шокарев, Юрий Владимирович
Ю́рий Влади́мирович Шо́карев (род. 1942, Москва) — советский и российский историк-оружиевед, литератор. Популяризатор истории огнестрельного и холодного оружия. Кандидат исторических наук.
Псевдонимы: В. Ю. Сергеев.
Отец историка С. Ю. Шокарева.

## Биография
Родился в 1942 году в Москве.
В 1966 окончил исторический факультет Московского государственного университета им. М. В. Ломоносова.
В 1974 защитил диссертацию на соискание учёной степени кандидата исторических наук по теме «Производство в Туле охотничьего оружия».
В 1965—1994 годах работал в отделе оружия Государственного Исторического музея научным сотрудником, затем — заведующим отделом.
Многие годы занимался изучением истории огнестрельного и холодного оружия. За время работы в ГИМе собрал в нём одну из лучших в стране коллекций современного охотничьего западноевропейского и русского оружия.
Один из основателей созданной весной 1992 года Ассоциации историков-оружиеведов «Арсеналъ», председателем которой является с 1992 года.
С середины 1990-х годов посвятил себя журналистской и писательской деятельности. В 1995—1997 годах работал обозревателем в «Российской охотничьей газете», в 1998—2000 — шеф-редактором журнала «Магнум».
С 2001 года — заведующий оружейным отделом в «Охотничьей библиотечке» издательства «Эра».

## Научные труды

### Монографии
- «Шедевры тульских оружейников» (1980)
- «Старинное оружие» (1992)
- «История винтовки и пистолета» (1993)
- «Большая энциклопедия оружия» (2008)
- «История оружия. Артиллерия» (2001) ISBN 5-17-005961-2, ISBN 5-271-02534-9
- «История оружия. Луки и Арбалеты» (2001, 2006) ISBN 978-5-271-01457-4, ISBN 5-17-004579-4, ISBN 5-271-01457-6
- Ю. В. Шокарев. Оружие. Иллюстрированный словарь. — М.: Росмэн-Пресс, 2003. — 224 с. — 7000 экз. — ISBN 5-353-01288-7.
- «Военная энциклопедия» (2006)
- «Русское охотничье оружие. Мастера и фирмы» (2005) ISBN 5-87624-055-9

### Статьи
Автор многочисленных публикаций в периодических изданиях.
- Ю. Шокарев. О стрельбе огнистой // журнал «Вокруг света», № 4, 1976. стр.58-63
- Ю. Шокарев. Оружие "куриозное и достопамятное" // журнал «Вокруг света», № 9, 1976. стр.38-43
- канд. ист. н. Ю. Шокарев. Тульские оружейники // журнал «Охота и охотничье хозяйство», № 2, 1977. стр.24-25
- канд. ист. н. Ю. Шокарев. Согнутые тетивой // журнал «Охота и охотничье хозяйство», № 7, 1979. стр.34-35 [о применении луков и арбалетов на охоте]
- канд. ист. н. Ю. Шокарев. Знаменитые ружья. Ивашенцов // журнал «Охота и охотничье хозяйство», № 1, 1982. стр.29-30
- канд. ист. н. Ю. Шокарев. Знаменитые ружья. Алешкин // журнал «Охота и охотничье хозяйство», № 1, 1983. стр.49
- канд. ист. н. Ю. Шокарев. Промысловые нарезные шомполки в Историческом музее // журнал «Охота и охотничье хозяйство», № 3, 1983. стр.31
- канд. ист. н. Ю. Шокарев. Знаменитые ружья. Лефоше // журнал «Охота и охотничье хозяйство», № 7, 1983. стр.30-31
- канд. ист. н. Ю. Шокарев. Два ружья мастера Ильина // журнал «Охота и охотничье хозяйство», № 6, 1984. стр.33
- канд. ист. н. Ю. Шокарев. Отечественные оружейники. Мастер Панов // журнал «Охота и охотничье хозяйство», № 9, 1985. (3-я стр. обложки)
- канд. ист. н. Ю. Шокарев. Загадочное ружьё // журнал «Охота и охотничье хозяйство», № 1, 1986. стр.26-27
- канд. ист. н. Ю. Шокарев. Отечественные оружейники. Мастер Вишневский // журнал «Охота и охотничье хозяйство», № 5, 1987. стр.28-29
- канд. ист. н. Ю. Шокарев. Отечественные оружейники. Мастер Гонно // журнал «Охота и охотничье хозяйство», № 9, 1988. стр.29
- Ю. Шокарев. Ваш выстрел, месье... // журнал «Мастер ружьё», № 7-8, 1996. стр.28-34
- Магазинные кремнёвки // Охота и рыбалка. XXI век. № 91 от 1 ноября 2010 г.